# عمارة كوسوفو

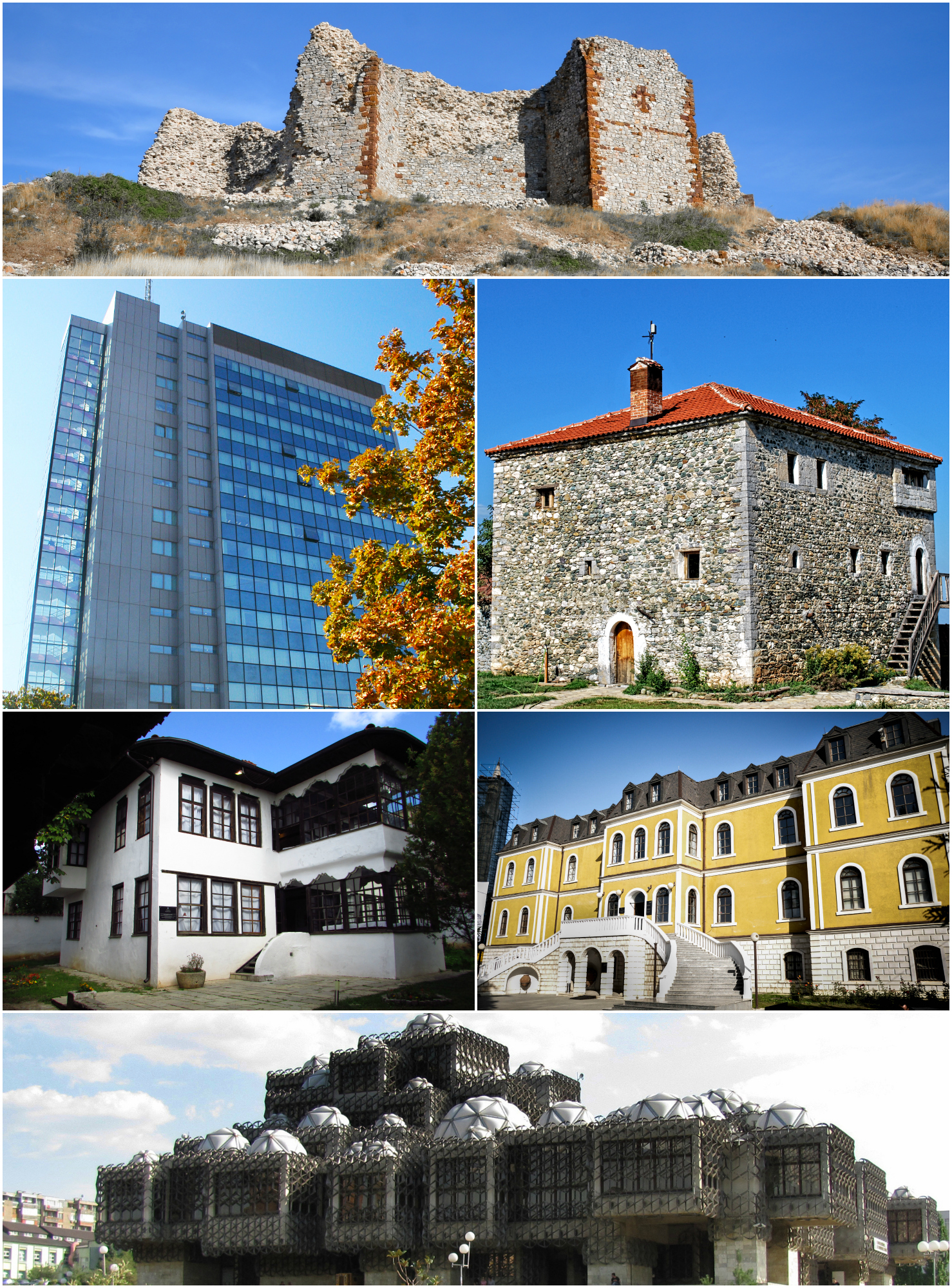

يعود تاريخ العمارة في كوسوفو إلى العصر الحجري الحديث وتشمل العصور النحاسية والبرونزية والحديدية والعصور القديمة وفترة العصور الوسطى. تأثرت عمارة كوسوفو بوجود حضارات وديانات مختلفة كما يتضح من الهياكل التي بقيت حتى يومنا هذا. دمج البناؤون المحليون تقنيات البناء من الإمبراطوريات الغازية مع المواد الجديدة والظروف المتوافرة لتطوير أنواعهم الخاصة من المساكن.
تمثل الأديرة والكنائس من القرن الرابع عشر التراث الصربي الأرثوذكسي. يشمل التراث المعماري من العصر العثماني المساجد والحمامات من القرن الخامس عشر والسادس عشر والسابع عشر. تشمل الهياكل المعمارية الأخرى ذات الأهمية، على الكولاس من القرنين الثامن عشر والتاسع عشر بالإضافة إلى عدد من الجسور والمراكز الحضرية والحصون. في حين لا تُعتبر بعض المباني العامية مهمة في حد ذاتها، تكون ذات أهمية كبيرة مجتمعة.  دُمر عدد كبير من المباني خلال نزاع عام 1999 في كوسوفو، أو أُتلف العديد من المباني التي تمثل هذا التراث. تضررت 500 من مباني الكولاس على الأقل في منطقة دوكاجيني ودُمر معظمها أو تعرضت للإتلاف.
بُنيت الآلاف من المباني غير القانونية في كوسوفو خلال التسعينيات من القرن العشرين وما بعدها في كوسوفو. قُتل ريكسيب لوسي، المخطط الحضري لبرشتينا الذي بدأ مبادرة لمواجهة هذه المشكلة في سبتمبر من عام 2000.

## العصور القديمة
كانت الأولبيانا القديمة عبارة عن مستوطنة ذات أهمية دينية وثقافية في الإمبراطورية الرومانية، ونشطت منذ القرن الأول حتى القرن السابع. دُمرت المستوطنة في الزلزال الذي وقع عام 518، ثم أُعيد بناء المستوطنة في وقت لاحق في عهد الإمبراطور جستنيان الأول. امتلكت المدينة أسوارًا بسماكة 3 أمتار مع أبراج مراقبة وبوابات قلعة بعرض 5 أمتار. هناك مدينة بارزة أخرى من العصر الروماني هي البلدية الآمنة. يوجد من بين المواقع المتبقية في هذه المدينة المنتدى (الروماني) والكنيسة والمعبد والمباني الأخرى.
اكتُشف من خلال البحث الجيوفيزيائي الذي أجراه عالم آثار ألباني إضافة إلى أجانب آخرين، أكثر من 100 هكتار من الأشياء الثمينة في موقع الأولبيانا. عُثر على الكثير من الأشياء على الجانب الشمالي من المدينة حيث تقع المقبرة منها: أسس كاتدرائية (العصر الحجري القديم المسيحي) من المسيحية المبكرة في بداية القرن الرابع من عهد الإمبراطور جستنيان. عُثر أيضًا على المدخل الشمالي من المدينة بجدرانها ونصبها التذكاري وغرفة أو ما هو شكل من أشكال المقابر. عُثر على أنقاض مبنى ذو فسيفساء جميلة في جنوب المدينة. ركز البحث بشكل أساسي على الأجسام القديمة التي عُثر عليها على جانبي الطريق الرئيسي الذي يربط المدينة القديمة بالمنطقة. وُجه الانتباه إلى الموجودات في المدخل الشمالي للمدينة. تمكن علماء الآثار من العثور على الكثير من المباني القديمة الكبيرة ووصفها، مستخدمين لذلك التصوير الجوي والأقمار الصناعية مما وفر عمليات الحفر المكلفة. تضمنت هذه المباني حمامًا عامًا والمنتدى (المركز الإداري للمدينة) ومسكن للأسقف في عصر المسيحية الأول وكنيسة المعمودية.
ينتمي النصب التذكاري للإمبراطورية الدردانية، وهو موقع يتميز بسمات معمارية بارزة من هذه الحقبة.

## العصور الوسطى

دير مسيحي / صربي أرثوذكسي يقع في كوسوفو

تتضمن المباني من العصور القديمة المتأخرة والعصور الوسطى المبكرة في الفترة التي خضعت فيها كوسوفو للإمبراطورية البيزنطية، قلاعًا في بريزرن وفيلتين وكاستيرك والكنائس المسيحية في أولبيانا وفورميتش وهاريلاك. تدل هذه المباني وغيرها على التطورات الثقافية والروحية في هذا المجال. كان هناك حضور متزامن للآثار البيزنطية والكاثوليكية والأرثوذكسية في العصور الوسطى.

### الفترة الصربية
بنى الراهب فيتا (فيتوس) الفرنسيسكاني من كوتور كنيسة الدير في ديكان/ ديشاني، بالأسلوبين الرومانسيكي والقوطي المعماريين. يتأثر الأسلوب الذي بُنيت فيه هذه الكنيسة بالتقاليد الغربية التي ترتبط مع التقاليد البيزنطية من خلال قبتها الرئيسية. يحتوي الجزء الخارجي من الكنيسة على تفاصيل مصنوعة من الرخام بألوان مختلفة مزينة بالنحت على لوحات جدارية بيزنطية. ما يزال معظم الأثاث الرخامي في الكنيسة وهو غير شائع في كنائس هذه الفترة من البلقان. أسس الكنيسة الملك الصربي ستيفان ديكانسكي (1321- 1331) وبُنيت كضريح له.

### الفترة العثمانية
مسجد يشار باشا هو مسجد من القرن السادس عشر، يقع في المركز التاريخي لبريشتينا وهو واحد من أقدم المباني فيها. يحتوي المسجد على قلعة للصلاة وشرفة ومئذنة مغطاة بقبة صغيرة. يمثل المسجد نصبًا معماريًا بالأسلوب الكوسوفي مع تأثيرات شرقية.
تقع قلعة بريزرن في مدينة بريزرن. ذُكرت لأول مرة في القرن السادس الميلادي واستُخدمت آخر مرة لأغراض غير ترفيهية في عام 1912. شهدت القلعة عددًا من الحضارات وعمليات البناء في فترات تاريخية مختلفة. تُعتبر بقايا القلعة ذات أهمية من وجهة نظر معمارية، ولم تكتمل الحفريات الأثرية على الرغم من كونها نصبًا تاريخيًا مهمًا.

## الفترة اليوغسلافية
في بداية يوغسلافيا الاشتراكية عام 1950، كان شعار المدينة المتعلق بتخطيط المدينة هو «تدمير القديم، بناء الجديد». يُظهر كتاب عام 1959 للمجلس البلدي الوطني في بريشتينا بعنوان «بريشتينا» نوايا النظام في ذلك الوقت ليمحي خصائص المدينة السابقة في سعيه لإضفاء سمات أكثر حداثة. يضم الكتاب نحو 2200 شقة حديثة البناء وعدد من المرافق الصحية والمباني الإدارية والمدارس و130,000 متر مربع من الطرق والأرصفة الجديدة. بحسب ما جاء به هذا الكتاب كان مظهر البناء الجديد لبريشتينا سيُبنى على أنقاض المدينة القديمة. أُقيمت نصب تذكارية جديدة وقُدمت رعاية خاصة لوضع أسس جمالية جديدة في المدينة.
بشرت علاقة يوغسلافيا مع الكتلة الشرقية التي أُقيمت بعد الحرب العالمية الثانية مباشرة، بفترة قصيرة من الواقعية الاشتراكية. أدت المركزية داخل النموذج الشيوعي إلى إلغاء الممارسات المعمارية الخاصة وسيطرة الدولة على المهنة. أدان الحزب الشيوعي الحاكم خلال هذه الفترة الحداثة باعتبارها «الشكلية البرجوازية»، وهي خطوة تسببت في احتكاك بين النخبة المعمارية الحداثية قبل الحرب.
وصلت العمارة الاشتراكية الواقعية في يوغوسلافيا إلى نهاية مفاجئة مع انقسام جوزيب بروز تيتو عام 1948 مع ستالين. تحولت الأمة بشكل متزايد إلى الغرب في السنوات التالية، وعادت الحداثة التي ميزت العمارة اليوغسلافية قبل الحرب. جاءت العمارة الحديثة خلال هذه الفترة لترمز إلى انفصال الأمة عن الاتحاد السوفيتي (وهي الفكرة التي تضاءلت مع القبول المتزايد للحداثة في الكتلة الشرقية).
أدى كل من انفصال يوغسلافيا عن الواقعية الاشتراكية والجهود المبذولة لإحياء ذكرى الحرب العالمية الثانية، إلى إنشاء العديد من النصب التذكارية المنحوتة المجردة للحرب، والمعروفة اليوم باسم سبومينيك بما فيها نصب الإخوة والوحدة في مركز بريشتينا.
بدأت الوحشية في أواخر الخمسينيات واوائل الستينيات تكتسب أتباعًا داخل يوغسلافيا، لاسيما بين المعماريين الأصغر سنًا، وهو اتجاه ربما تأثر بفض المؤتمر الدولي للعمارة الحديثة عام 1959.
مع حلول الخمسينيات من القرن العشرين اللامركزية وسياسات التحرير في يوغسلافيا الاتحادية، تقسمت العمارة بشكل متزايد على أسس عرقية. ركز المعماريون بشكل على البناء بالإشارة إلى التراث المعماري لجمهورياتهم الاشتراكية الفردية في شكل الإقليمية النقدية.